# John Dramani Mahama
Pour les articles homonymes, voir Mahama.
John Dramani Mahama, né le 29 novembre 1958 à Damongo (en), est un homme d'État ghanéen, membre du Congrès démocratique national (NDC). Il est président de la république du Ghana du 24 juillet 2012 au 7 janvier 2017 et depuis le 7 janvier 2025.

## Biographie
John Dramani Mahama fait ses études primaires à l'école expérimentale Newtown d'Accra (ANT1) avant d'aller au pensionnat de l'école primaire d'Achimota. Il a terminé ses études secondaires à l'école secondaire du Ghana (Tamale, région du Nord). Il a poursuivi ses études à l'Université du Ghana, à Legon, où il a obtenu une licence en histoire en 1981 et un diplôme de troisième cycle en études de communication en 1986. En tant qu'étudiant, il était membre du Commonwealth Hall (Legon). Il a également étudié à l'Institut des sciences sociales de Moscou en Union soviétique, se spécialisant en psychologie sociale, il a obtenu un diplôme de troisième cycle en 1988.
Député depuis 1997, ministre de la Communication du président Jerry Rawlings (1998-2001), il est élu vice-président de la République le 28 décembre 2008 aux côtés de John Atta Mills. Il prend ses fonctions le 7 janvier 2009.
Le 24 juillet 2012, il remplace le président John Atta Mills, mort à l'âge de 68 ans à la suite d'une courte et brutale maladie, et prête serment devant la présidente de la Cour suprême, Georgina Wood. Selon les termes de la Constitution ghanéenne, John Mahama est à la tête du pays jusqu'au mois de décembre 2012, date de l'élection présidentielle.
Il est réélu président de la République le 7 décembre 2012 et investi dans ses fonctions le 7 janvier 2013 malgré l'opposition qui conteste son accession au pouvoir.
Le 29 août 2013, la Cour suprême ghanéenne conforte John Dramani Mahama dans ses fonctions présidentielles à la suite de son élection contestée des 7 et 8 décembre 2012. Le recours devant la Cour suprême par Nana Akufo-Addo, chef de l’opposition, constitue un réel défi pour ce pays qui souhaite incarner un modèle démocratique en Afrique subsaharienne. Il perd finalement l'élection de décembre 2016, se retire et assiste à la cérémonie d'investiture de son successeur, Nana Akufo-Addo.
En décembre 2016, John Dramani Mahama fait partie de l'équipe de médiation de la CEDEAO pour résoudre l'impasse politique post-électorale en Gambie entre le président sortant défait, Yahya Jammeh et le vainqueur déclaré, Adama Barrow.
En août 2021, John Dramani Mahama entame une tournée baptisée « Thank you tour » au Ghana pour remercier les Ghanéens d'avoir voté à l'élection présidentielle de 2020. Il a visité les régions de l'Upper West, de l'Upper East, du North East, du Northern et de Savannah lors de la première phase. Il a rencontré des chefs et des reines, des chefs religieux et a également interagi avec les médias.
Le 14 mai 2023, John Mahama est confirmé lors de la primaire présidentielle du parti NDC en tant que candidat du Congrès national démocratique d'opposition pour se présenter aux élections générales de 2024.
Candidat à la succession de Nana Akufo-Addo, il est déclaré vainqueur au terme de l’élection présidentielle du 7 décembre 2024, devançant de quelques milliers de voix le candidat du parti présidentiel, le vice-président Mahamudu Bawumia.
Le 9 décembre 2024, La Commission électorale confirme, la victoire de John Dramani Mahama à l'élection présidentielle avec 56,55% des voix
John Dramani Mahama prête officiellement serment le 7 janvier 2025.

## Positions sur le climat et l'énergie
En 2015, le pays, qui dispose d'une « manne pétrolière », a néanmoins subi une crise de l’offre énergétique, avec comme conséquences de fréquents « dumsor » (délestages pilotés par le gouvernement pour rationner la consommation d’électricité, qui ont affecté la productivité éconmique, et suscité de nombreuses protestations dans la population. Cette crise a été contournée dès 2016 en faisant appel à des centrales hybrides brûlant du pétrole et du gaz issus des champs offshore et importés du Nigeria. 
Sous le mandat précédent (présidence de Nana Akufo-Addo), le pays avait significativement diminué sa production pétrolière (de 71,44 millions de barils en 2019 à 48,25 millions en 2023), mais lors de l'Africa CEO Forum d'Abidjan, et bien que le pays soit vulnérable aux effets du dérèglement climatique, en 2025, Mahama a exhorté l'industrie pétrolière internationale à accélérer la production de pétrole brut au Ghana, avant que les efforts de décarbonation des économies n'en réduise la demande et tant que la demande subsistera. Pour cela, il facilitera dit-il les investissements en hydrocarbures (tout en visant 10 % d'énergies propres dans le mix énergétique du pays, contre 2,71 % en 2025, essentiellement issus de l'énergie solaire)

### Vie personnelle
Il est devenu pentecôtiste et membre des Assemblées de Dieu en 2001 après avoir rejoint l’église de sa femme .

## Distinctions
- Grand-croix de l'ordre national du Bénin[16]